# Leptostelma tweediei
Leptostelma tweediei là một loài thực vật có hoa trong họ Cúc. Loài này được (Hook. & Arn.) D.J.N.Hind & G.L.Nesom mô tả khoa học đầu tiên năm 2002.